# Bartolo di Fredi

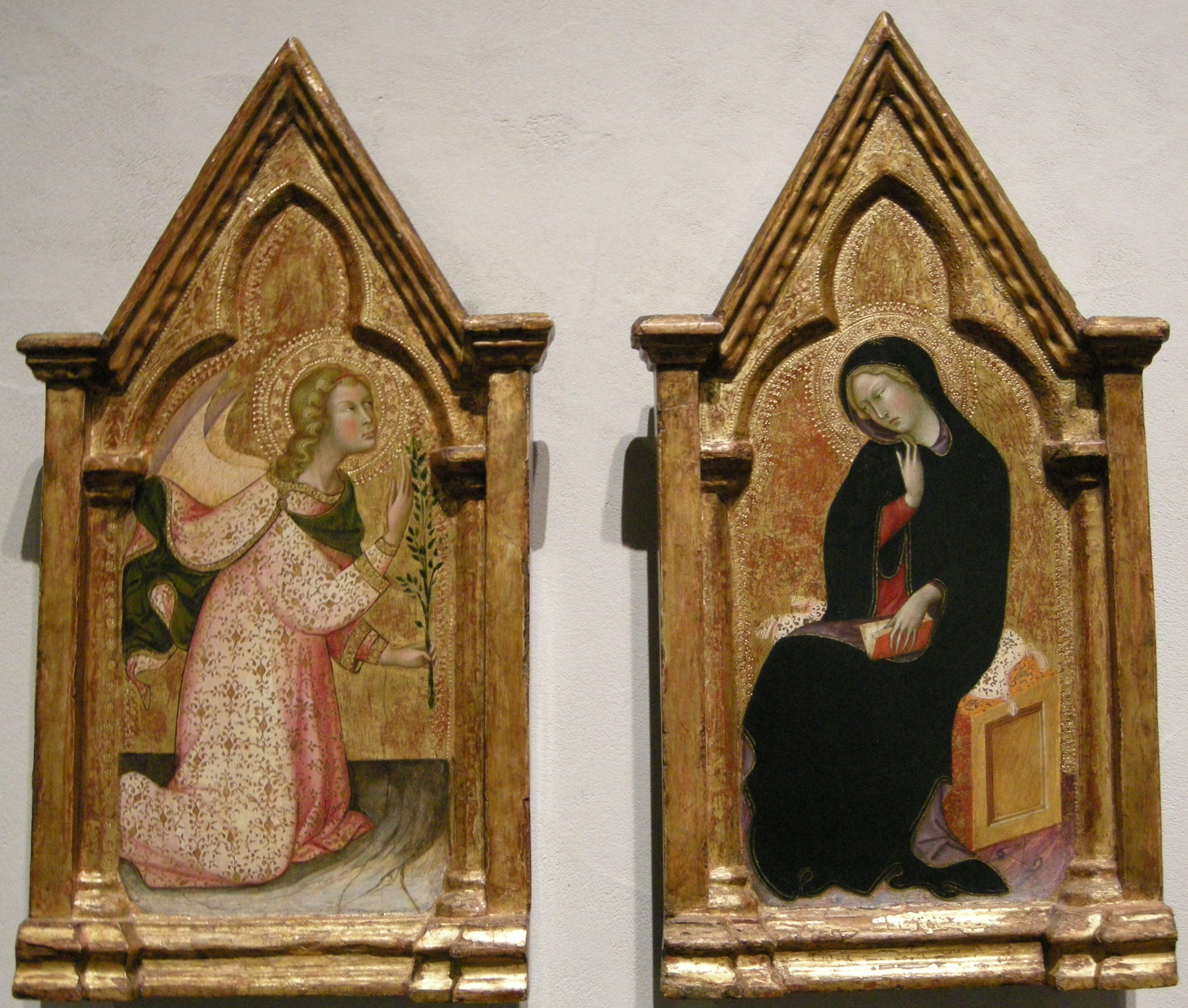
Annunciazione, 1388, Los Angeles County Museum of Art.

Bartolo di Fredi, también llamado Bartolo Battiloro (Siena, ca. 1330 - 26 de enero de 1410), fue un pintor gótico italiano. Es uno de los más típicos representantes de la escuela de Siena. Se caracteriza por un estilo denominado "decorativo", que imita el de Simone Martini y el de Pietro y Ambrogio Lorenzetti. Tanto en Siena como en las ciudades limítrofes, donde se siguen conservando muchas de sus obras, era considerado uno de los más importantes pintores en la segunda mitad del Trecento.
Su hijo Andrea di Bartolo Cini (nacido entre 1358 y 1364, muerto en 1428) y su sobrino Giorgio di Andrea (documentado entre 1409 y 1414-1417) también fueron pintores. Otro sobrino suyo, Sano di Andrea (1421-1491), está documentado principalmente como batihoja (battiloro).

## Primeras obras

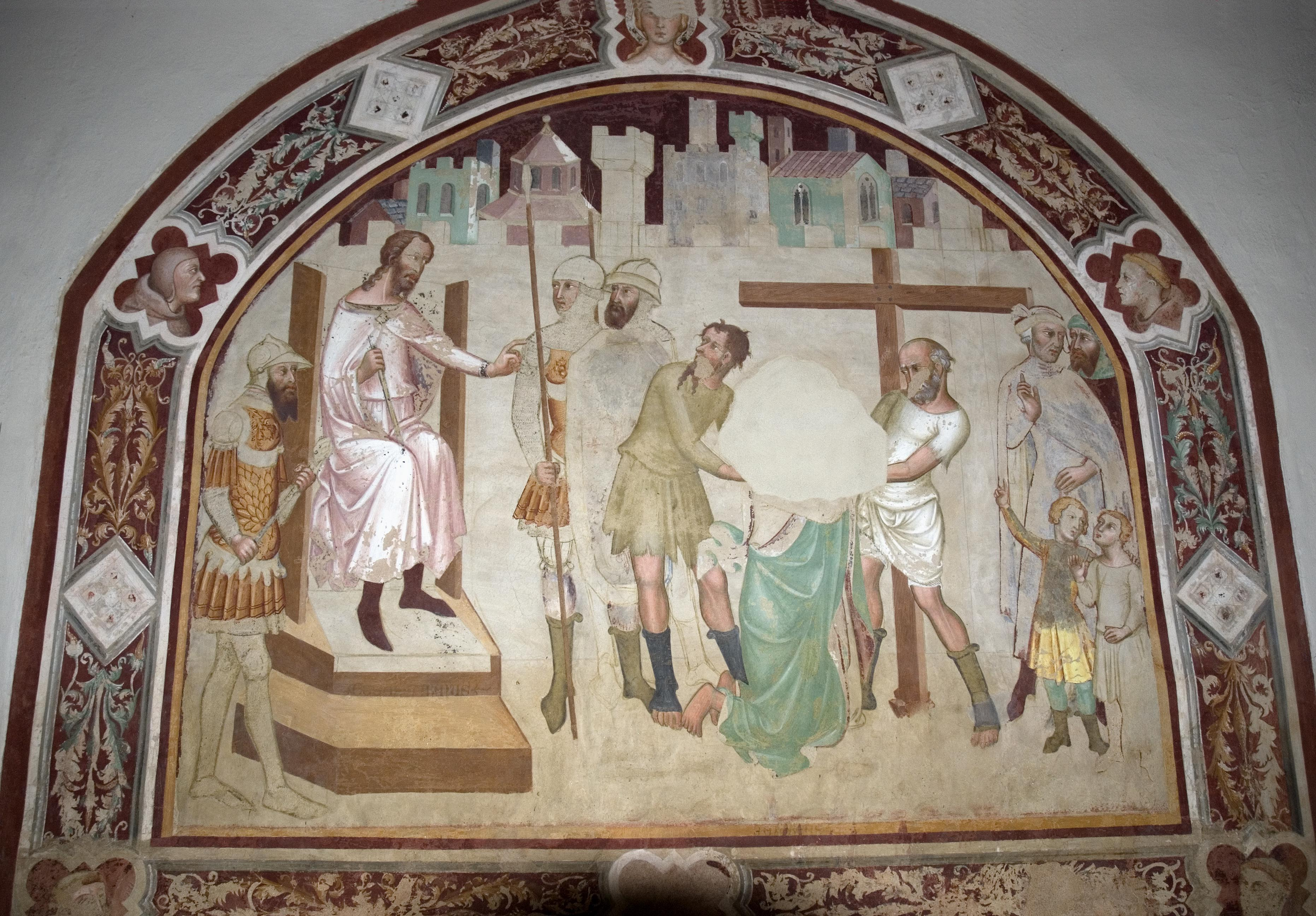
Sant'Andrea condotto al martirio.

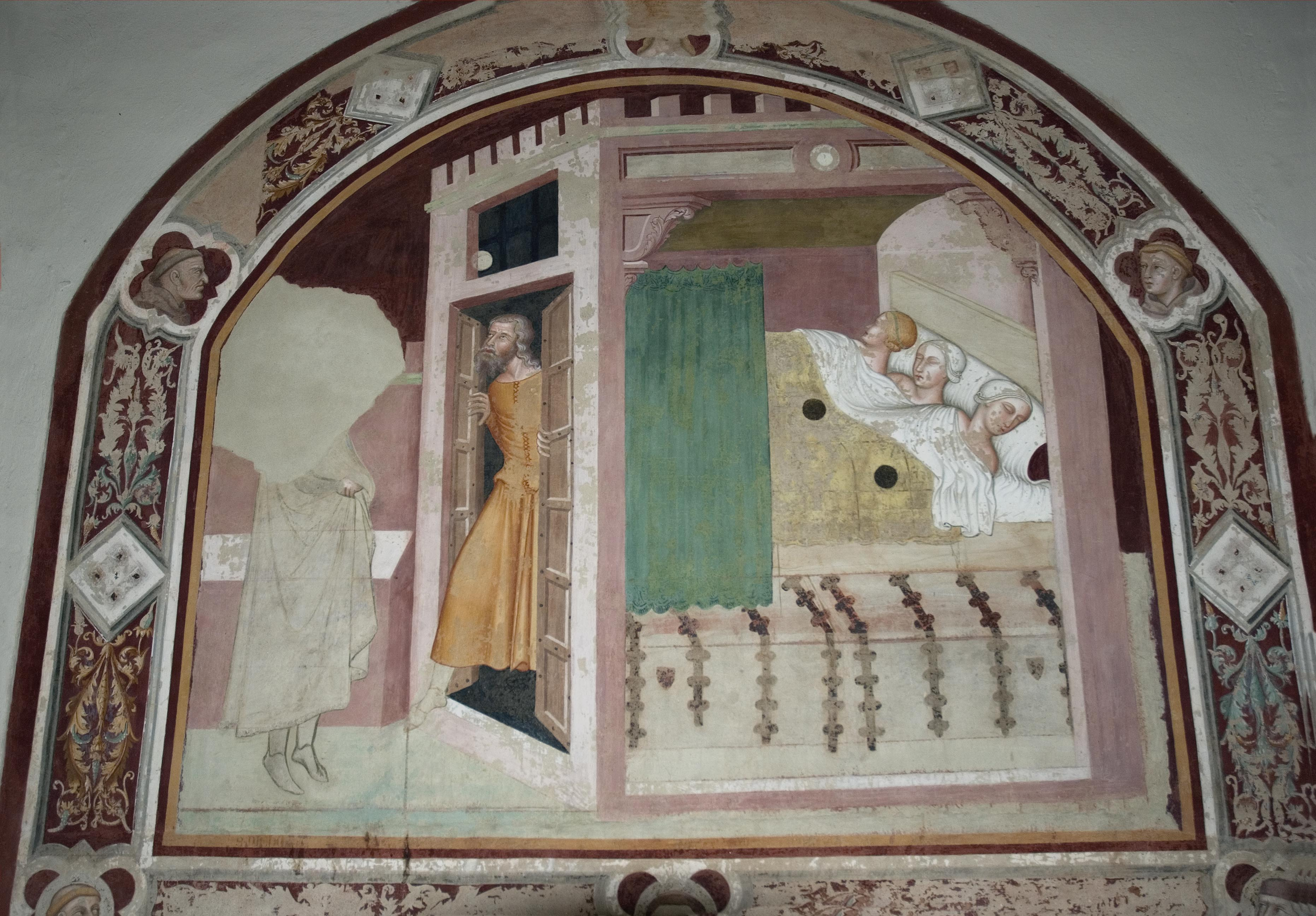
San Nicola di Bari con le tre fanciulle.

La primera documentación que hay sobre Bartolo di Fredi es de 1353, cuando consta que abrió un taller en Siena junto con el pintor Andrea Vanni. Además de mantener una actividad continuada como pintor, en varias ocasiones ocupó importantes cargos públicos.
La primera obra firmada que se le conserva es la Madonna della Misericordia conservada en el Museo Diocesano di Pienza, muy influida por las tablas del mismo tema de Simone Martini y Lippo Memmi.
Datables en el tercer cuarto del siglo XIV son dos frescos del Convento di San Lucchese en Poggibonsi, con los temas de Sant'Andrea condotto al Martirio y San Nicola di Bari e le tre fanciulle.
En Siena realizó hacia 1361 algunas obras, hoy perdidas, para el Palazzo Comunale. 

## Siena y San Gimignano

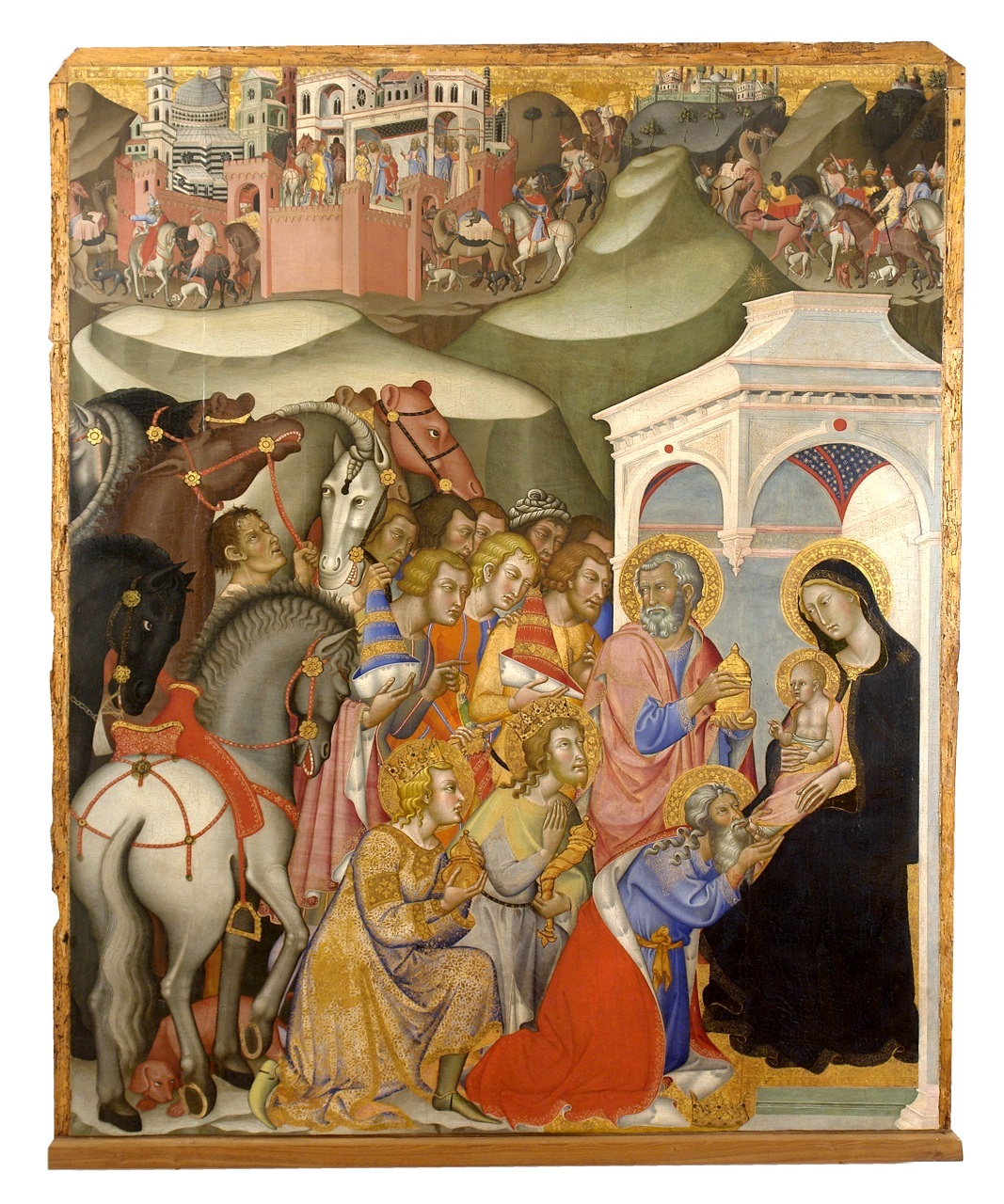
Adorazione dei Magi, ca. 1385-1388 Pinacoteca Nazionale di Siena.

En 1367 firma las Storie del Vecchio Testamento de la colegiata o catedral de San Gimignano, que había iniciado un año antes. En el Museo d'arte sacra di San Gimignano se conserva la tabla Madonna della rosa.  
La catedral de Siena y otras importantes iglesias de la ciudad le hicieron numerosos encargos: entre 1374 y 1409 pintó tablas y frescos para varias capillas de la catedral, hoy perdidas o no identificadas. Moran (1976) y Freuler (1994) identifican la tabla de la Adorazione dei Magi de la Pinacoteca Nazionale di Siena como prodedente de un retablo de la catedral, que se habría fragmentado, siendo la mayor de sus predelas el Cristo in croce venerato da sante e santi del Lindenau-Museum de Altenburg, que presenta numerosas figuras en hábito dominico, por lo que puede suponerse un encargo de esta orden.
De nuevo en San Gimignano, pintó los frescos con escenas de la vida de la Virgen en la capilla a la derecha del altar mayor de la iglesia de San Agustín (1374-1375), copiadas de los frescos desaparecidos de Simone Martini, Ambrogio y Pietro Lorenzetti para la fachada del Ospedale del Santa Maria della Scala de Siena (1355). Para la misma iglesia pintó un políptico, del cual se conserva una tabla con la Presentazione al tempio en el Museo del Louvre (1388), cuyo modelo parece ser una tabla de Ambrogio Lorenzetti hoy en la Galeria degli Uffizi.

## Volterra
Entre 1377 y 1380 estuvo pintando la cappella maggiore de la catedral de Volterra. Para el santuario de Montaione pintó una tabla de la Virgen con el Niño llamada Madonna delle Grazie o della Pietrina, hoy depositada en el Museo Diocesano di Arte Sacra di Volterra, junto al palacio episcopal.

## Montalcino

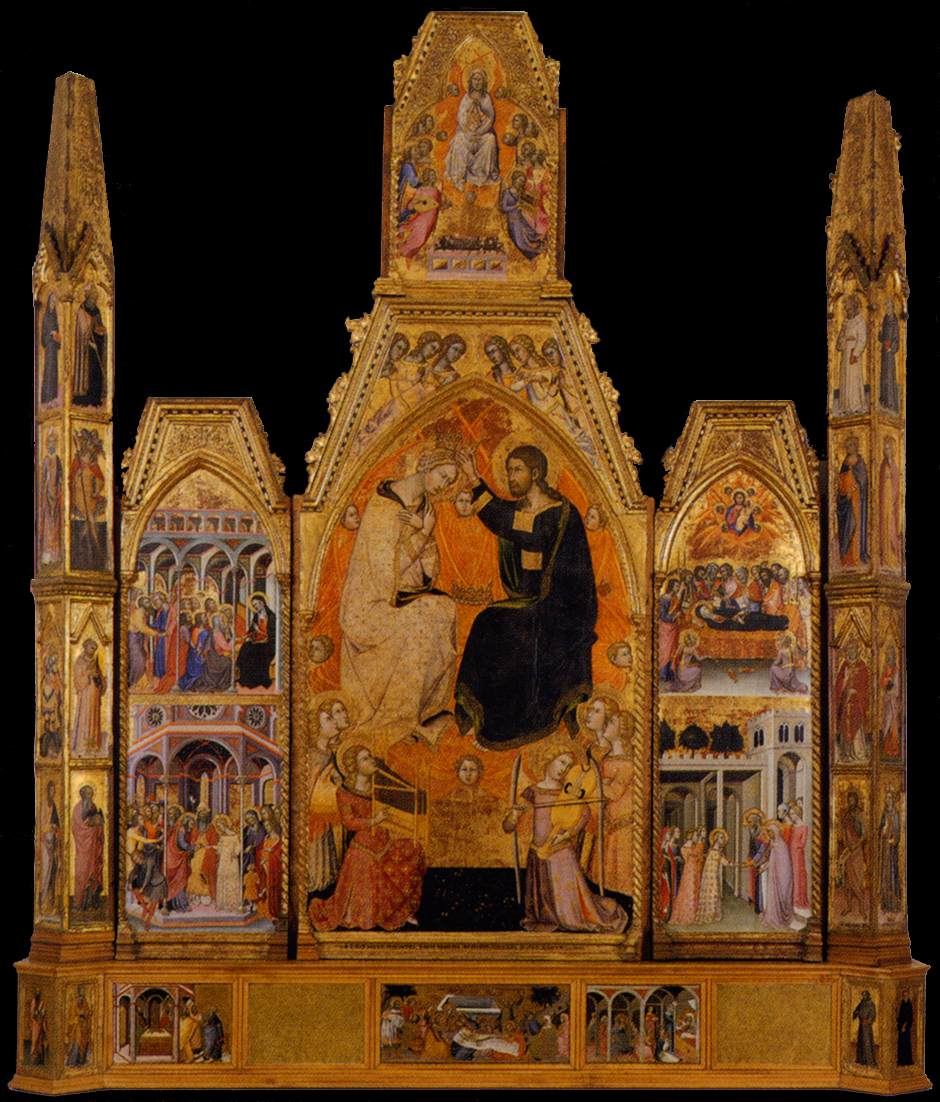
Incoronazione della Madonna, 1388.

En los años ochenta del siglo XIV, Bartolo obtuvo numerosos encargos para las iglesias de distintas órdenes mendicantes en Montalcino. De la iglesia de San Francisco provienen:
- fragmentos de un políptico con una Deposizione dalla croce, San Giovannino condotto dall'Arcangelo Uriel nel deserto, un Battesimo di Cristo, una Lievitazione del Beato Filippino Ciardelli, Il Beato Filippino Ciardelli risana i malati y un fragmento de predela reutilizado en el siglo XVII para spertello di tabernacolo[13] con un Cristo nel sepolcro, todos datados en 1383, hoy en el Museo Civico e Diocesano d'Arte Sacra di Montalcino;
- el gran Polittico dell'incoronazione della Madonna, firmado y datado en 1388, desmembrado y hoy recompuesto en su práctica totalidad en el mismo museo;
- un políptico, hoy reducido a tríptico, con el tema de la Madonna in trono con Bambino tra i santi Giovanni Battista e Giovanni Evangelista, proveniente de la cappella di San Pietro y hoy en el Museo Comunale de Lucignano, datable en los años ochenta del siglo XIV.

Del políptico pintado para la pieve dei Santi Filippo e Giacomo de los agustinos, no queda nada más que una Madonna col Bambino en el museo de Montalcino.

## Últimas obras

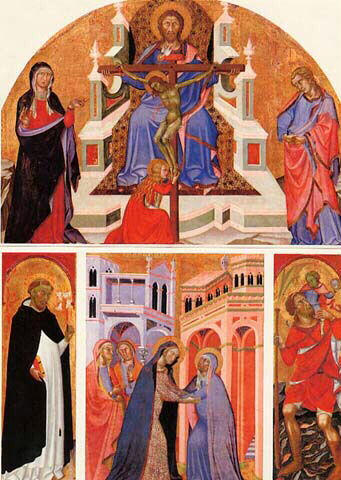
Retablo de la Trinidad, 1397, realizado para la Capella Malavolti de Santo Domingo de Siena, hoy en el Musée des beaux-arts de Chambéry.

En la iglesia de San Agustín de Monticiano se encuentra un fresco con Madonna in trono e sant'Agostino e il beato Antonio Patrizi da Monticiano, (1380-1388), en la Pinacoteca Vaticana una Natività e adorazione dei pastori (ca. 1383), en el Museo de Bellas Artes de Budapest una Annunciazione (ca. 1383), en Los Angeles County Museum of Art otra Annunciazione (1388), y en el Metropolitan Museum of Art una Adorazione dei Magi (ca. 1390).
Fue enterrado en el claustro del convento de Santo Domingo de Siena, para cuya basílica había realizado los retablos de San Pedro Mártir y la Pala Malavolti, la obra más tardía de las que se han datado (1397).